# Opisthacanthus titanus
Espèce
Opisthacanthus titanus est une espèce de scorpions de la famille des Hormuridae.

## Distribution
Cette espèce est endémique d'Alaotra-Mangoro à Madagascar. Elle se rencontre dans le district de Moramanga vers Torotorofotsy.

## Description
Le mâle holotype mesure 96,6 mm et la femelle paratype 88,0 mm.

## Étymologie
Son nom d'espèce lui a été donné en référence aux Titans.

## Publication originale
- Lourenço, Wilmé & Waeber, 2018 : The genus Opisthacanthus Peters, 1861 (Scorpiones: Hormuridae), a remarkable Gondwanian group of scorpions. Comptes Rendus Biologies, no 341, p. 131-143.